# Nattakarn Kaewkhuanchum
Nattakarn Kaewkhuanchum (ur. 12 lipca 1998) – tajska zapaśniczka walcząca w stylu wolnym. Zajęła jedenaste miejsce na igrzyskach Azjatyckich w 2018. Srebrna medalistka igrzysk Azji Południowo-Wschodniej w 2021 roku.